# WWE Campionat Femení
El Campionat Femení de la WWE va ser un campionat de lluita lliure professional de la WWE. Fou creat l'any 1956, va ser un dels campionats més antics en la història de la WWE fins a la seva retirada el 2010 com a resultat de la unificaió amb el WWE Divas Championship.
La campiona inaugural va ser The Fabulous Moolah que va derrotar a Judy Grable el setembre de 1956 i també va tenir el regnat més llarg de la història, el qual va durar 10.170 dies; això està reconegut oficialment, però durant aquest temps els campionat va ser posseït per altres lluitadores. Trish Stratus posseeix el rècord de major quantitat de regnats, amb un total de 7 vegades. Micki James posseeix el regnat més curt, que va durar una hora.
Trish Stratus, Chyna i Layla són les úniques campiones invictes, ja que després de guanyar el seu últim campionat mai van perdre el títol; Trish i Chyna perquè es van retirar després d'aconseguir-lo i Layla perquè va ser reemplaçada per Michelle McCool en el combat d'unificació.
Layla va ser l'última campiona i Michelle McCool va ser l'última diva que va lluitar per defensar el campionat. En total hi ha hagut 29 campiones i 59 regnats oficials.

## Història

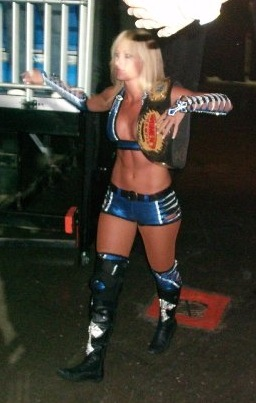
Michelle va ser l'última diva que va defensar aquest campionat

La primera campiona va ser The Fabulous Moolah el 15 de setembre de 1956; que guanyà el títol en obtenir la victora davant de Judy Grabel en les finals d'un torneig. En aquell moment es coneixia com el Campionat Femení de la NWA, però l'any 1983 The Fabulous Moolah, qui posseïa els drets sobre el campionat, li va vendre aquests drets a Vince McMahon. Aquest fet va ocórrer quan la WWF s'estaba deslligant de la NWA. Des d'aquell moment fou conegut com el Campionat Femeni de la WWF. The Fabulous Moolah va posseir aquest campionat durant quasi 28 anys, reconeixent el seu regnat com el de més duració en tota la història d'aquest títol, encara que entre els anys 1956 i 1983 l'empresa no va reconèixer cap canvi referent a aquest campionat, tot i que hi ha proves que durant aquells anys el campionat va ser obtingut per altres lluitadores.
Aquest campionat va ser una peça fonamental en la rivalitat entre la WWE i la WCW. L'any 1995, Alundra Blayze, sent la campiona, va signar un contracte amb la WCW i va fer una aparició sorpresa en el programa WCW Monday Nitro, on va llençar el campionat a una brossa davant de les càmeres de televisió.
A principi del 2002 la WWE va passar per un procés de divisió de marques, de les quals naixeren dos programes separats: RAW i SmackDown. Originalment estava previst que el campionat es pogués defensar en ambdues marques. Tot i això, es convertí en un campionat exclusiu de la marca RAW.
Tècnicament el campionat sempre ha estat disponible per a retadores d'ambdues marques; però amb la creació del Campionat de Dives de la WWE el títol es tornà exclusiu de la marca RAW fins que en el Draft 2009 Melina, sent la campiona, va ser enviada a Smackdown.
El 19 de setembre de 2010 hi hagué un combat d'unificació dels dos títols femenins de la World Wrestling Entertainment, on tant aquest campionat com el Campionat de Dives es varen posar en joc en el mateix combat. Michelle McCool va defensar exitosament, en substitució a la campiona Layla, el Campionat Femení i va guanyar el Campionat de Dives, unificant els dos títols. Aquest fet va provocar que aquest campionat fos desactivat en el mateix moment de la unificació i deixant el WWE Divas Championship com a únic campionat femení de l'empresa; Michelle McCool va ser l'última lluitadora que va defensar aquest campionat.

## Llista de campiones
|    | Lluitadora                        | Regnat nº | Data                   | Duració    | Show                                    | Notes |
| -- | --------------------------------- | --------- | ---------------------- | ---------- | --------------------------------------- | --- |
| 1  | The Fabulous Moolah               | 1         | 18 de setembre de 1956 | 3651       | Live event                              | Va ser la primera campiona de la història. Durant el seu regnat hi hagué quatre canvis no reconeguts |
|    | Bette Boucher                     | 1         | 17 de setembre de 1966 | 13         | Live event                              | Canvi no reconegut |
|    | The Fabulous Moolah               | 1 (2)     | 18 de setembre de 1966 | 527        | Live event                              | |
|    | Yukiko Tomoe                      | 1         | 10 de març de 1968     | 23         | Live event                              | Canvi no reconegut |
|    | The Fabulous Moolah               | 1 (3)     | 2 d'abril de 1968      | 2862       | Live event                              | |
|    | Sue Green                         | 1         | 2 de febrer de 1976    | 32         | Live event                              | Canvi no reconegut |
|    | The Fabulous Moolah               | 1 (4)     | 5 de març de 1976      | 947        | Live event                              | |
|    | Evelyn Stevens                    | 1         | 8 d'octubre de 1978    | 2          | Live event                              | Canvi no reconegut |
|    | The Fabulous Moolah               | 1 (5)     | 10 d'octubre de 1978   | 2113       | Live                                    | Es considera que el seu regnat va durar 10.170 dies |
| 2  | Wendi Richter                     | 1         | 23 de juliol de 1984   | 210        | The Brawl to End it All                 | Fou la campiona més jove. Primer canvi reconegut des de la creació del campionat |
| 3  | Leilani Kai                       | 1         | 18 de febrer de 1985   | 41         | Prime Time Wrestling                    | |
| 4  | Wendi Richter                     | 2         | 31 de març de 1985     | 239        | WrestleMania                            | |
| 5  | The Spider Lady (Fabulous Moolah) | 2         | 25 de novembre de 1985 | 220        | Live event                              | |
| 6  | Velvet McIntyre                   | 1         | 3 de juliol de 1986    | 6          | Live event                              | |
| 7  | The Fabulous Moolah               | 3         | 9 de juliol de 1986    | 380        | Live event                              | |
| 8  | Sensational Sherri                | 1         | 24 de juliol de 1987   | 441        | Live event                              | |
| 9  | Rockin' Robin                     | 1         | 7 d'octubre de 1988    | 451        | Prime Time Wrestling                    | |
|    | Desactivat                        | N/A       | 1990                   | N/A        | Sense cap raó                           | |
| 10 | Alundra Blayze                    | 1         | 13 de desembre de 1993 | 342        | All American Wrestling                  | |
| 11 | Bull Nakano                       | 1         | 20 de novembre de 1994 | 134        | Zenyo Big Egg Universe                  | |
| 12 | Alundra Blayze                    | 2         | 3 d'abril de 1995      | 146        | Raw                                     | |
| 13 | Bertha Faye                       | 1         | 27 d'agost de 1995     | 57         | SummerSlam (1995)                       | |
| 14 | Alundra Blayze                    | 3         | 23 d'octubre de 1995   | 51         | Monday Night Raw                        | |
|    | Desactivat                        | N/A       | 1996                   | N/A        | Degut a l'acomiadament de Alundra Bayze | |
| 15 | Jacqueline                        | 1         | 15 de setembre de 1998 | 61         | Raw is War                              | |
| 16 | Sable                             | 1         | 15 de novembre de 1998 | 176        | Survivor Series (1998)                  | |
| 17 | Debra                             | 1         | 10 de maig de 1999     | 29         | Raw is War                              | |
| 18 | Ivory                             | 1         | 8 de juny de 1999      | 131        | Raw is War                              | |
| 19 | The Fabulous Moolah               | 4 (8)     | 17 d'octubre de 1999   | 8          | No Mercy (1999)                         | |
| 20 | Ivory                             | 2         | 25 d'octubre de 1999   | 48         | Raw is War                              | |
| 21 | Miss Kitty                        | 1         | 12 de desembre de 1999 | 50         | Armageddon (1999)                       | |
| 22 | Hervina                           | 1         | 31 de gener de 2000    | Raw is War |                                         | |
| 23 | Jacqueline                        | 2         | 1 de febrer del 2000   | 56         | SmackDown!                              | Televisat el 3 de febrer de 2000 |
| 24 | Stephanie McMahon                 | 1         | 28 de març de 2000     | 146        | SmackDown!                              | Televisat el 30 de març de 2000 |
| 25 | Lita                              | 1         | 21 d'agost de 2000     | 71         | Raw is War                              | |
| 26 | Ivory                             | 3         | 31 d'octubre de 2000   | 152        | SmackDown!                              | Televisat el de novembre |
| 27 | Chyna                             | 1         | 1 d'abril de 2001      | 214        | WrestleMania X-Seven                    | Chyna es va retirar aquell mateix dia |
|    | Vacant                            | N/A       | Data                   | N/A        | Show                                    | Degut a la retirada de Chyna |
| 28 | Trish Stratus                     | 1         | 18 de novembre de 2001 | 78         | Survivor Series (2001)                  | |
| 29 | Jazz                              | 1         | 4 de febrer de 2002    | 98         | Raw                                     | El títol va canviar de nom a WWE Women's Championship el 6 de maig de 2002 |
| 30 | Trish Stratus                     | 2         | 13 de maig de 2002     | 41         | Raw                                     | |
| 31 | Molly Holly                       | 1         | 23 de juny de 2002     | 91         | King of the Ring (2002)                 | |
| 32 | Trish Stratus                     | 3         | 22 de setembre de 2002 | 56         | Unforgiven (2002)                       | |
| 33 | Victoria                          | 1         | 17 de novembre de 2002 | 133        | Survivor Series (2002)                  | |
| 34 | Trish Stratus                     | 4         | 30 de març de 2010     | 28         | WrestleMania XIX                        | |
| 35 | Jazz                              | 2         | 27 d'abril de 2003     | 64         | Backlash (2003)                         | |
| 36 | Gail Kim                          | 1         | 30 de juny de 2003     | 28         | Raw                                     | Va guanyar un 7-Diva Battle Royal |
| 37 | Molly Holly                       | 2         | 28 de juliol de 2003   | 210        | Raw                                     | |
| 38 | Victoria                          | 2         | 23 de febrer de 2004   | 111        | Raw                                     | |
| 39 | Trish Stratus                     | 5         | 13 de juny de 2004     | 176        | Bad Blood (2004)                        | |
| 40 | Lita                              | 2         | 6 de desembre de 2004  | 34         | Raw                                     | |
| 41 | Trish Stratus                     | 6         | 9 de gener de 2005     | 448        | New Year's Revolution (2005)            | |
| 42 | Mickie James                      | 1         | 2 d'abril de 2006      | 134        | WrestleMania 22                         | Primera dona que guanyà el seu primer títol en el seu debut a WrestleMania |
| 43 | Lita                              | 3         | 14 d'agost de 2006     | 34         | Raw                                     | |
| 44 | Trish Stratus                     | 7         | 17 de setembre de 2006 | 1          | Unforgiven (2006)                       | Trish Stratus es va retirar aquell mateix dia |
|    | Vacant                            | N/A       | 18 de setembre de 2006 | N/A        | Raw                                     | Degut a la retirada de Trish Stratus |
| 45 | Lita                              | 4         | 5 de novembre de 2006  | 21         | Cyber Sunday (2006)                     | |
| 46 | Mickie James                      | 2         | 26 de novemnre de 2006 | 85         | Survivor Series (2006)                  | Última lluita de Lita |
| 47 | Melina                            | 1         | 19 de febrer de 2007   | 64         | Raw                                     | |
| 48 | Mickie James                      | 3         | 24 d'abril de 2007     | <1         | Live event                              | Regnat més curt de la història d'aquest campionat |
| 49 | Melina                            | 2         | 24 d'abril de 2007     | 61         | Live event                              | Va recuperar el campionat la mateixa nit que el va perdre |
| 50 | Candice Michelle                  | 1         | 24 de juny de 2007     | 105        | Vengeance: Night of Champions           | Primera guanyadora del Diva Search en aconseguir un títol |
| 51 | Beth Phoenix                      | 1         | 7 d'octubre de 2007    | 190        | No Mercy (2007)                         | |
| 52 | Mickie James                      | 4         | 14 d'abril de 2008     | 125        | Raw                                     | |
| 53 | Beth Phoenix                      | 2         | 17 d'agost de 2008     | 161        | SummerSlam (2008)                       | En aquest combat també estava en joc el Campionat Intercontinental de Kofi Kingston |
| 54 | Melina                            | 3         | 25 de gener de 2009    | 154        | Royal Rumble (2009)                     | Durant el seu regnat el campionat canvià de marca; tornant-se exclusiu d'SmackDown |
| 55 | Michelle McCool                   | 1         | 28 de juny de 2009     | 217        | The Bash                                | Primera diva en haver aconseguit ambdós campionats femenins de la WWE |
| 56 | Mickie James                      | 5         | 31 de gener de 2010    | 23         | Royal Rumble (2010)                     | |
| 57 | Michelle McCool                   | 2         | 23 de febrer de 2010   | 61         | SmackDown                               | |
| 58 | Beth Phoenix                      | 3         | 25 de abril de 2010    | 16         | Extreme Rules (2010)                    | |
| 59 | Layla                             | 1         | 11 de maig de 2010     | 131        | SmackDown                               | Última Women's champion de la història. Va guanyar el campionat quan formava part de LayCool, per tant, es va pactar que Michelle McCool també podia defensar el títol. Michelle va ser l'última campiona de forma no oficial. |
|    | Desactivat                        | N/A       | 19 de setembre de 2010 | N/A        | Night of Champions (2010)               | Unificat amb el WWE Divas Championship. Michelle McCool va ser l'última defensora del campionat. |

## Major quantitat de regnats
- 8 vegades: The Fabulous Moolah (no reconegut oficialment)
- 7 vegades: Trish Stratus.
- 5 vegades: Mickie James
- 4 vegades: Lita.
- 3 vegades: Alundra Blayze, Ivory, Melina i Beth Phoenix.
- 2 vegades: Wendi Richter, Jacqueline, Jazz, Molly Holly, Victoria, i Michelle McCool

## Regnats combinats
Aquesta llista inclou tots els regnats del Campionat Femení de la WWE.

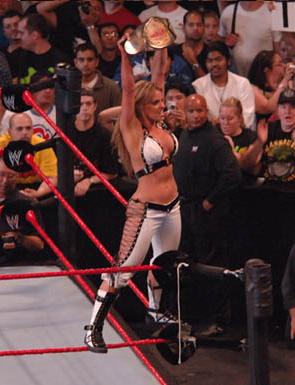
Trish Stratus amb el rècord de set regnats

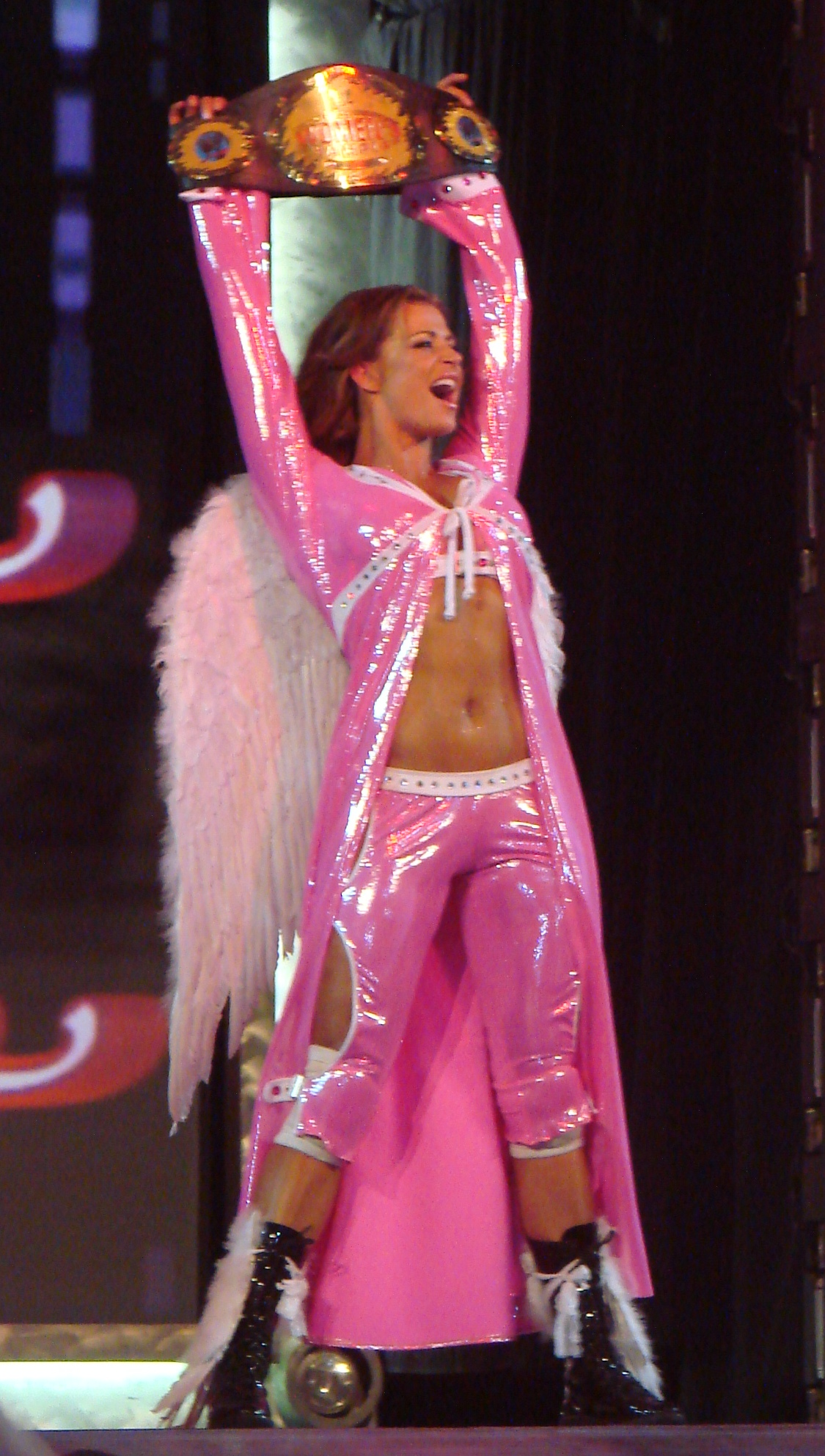
Candice com a Campiona Femenina

| Lloc | Lluitadora                 | Nº regnats | Dies combinats |
| ---- | -------------------------- | ---------- | -------------- |
| 1.   | The Fabulous Moolah        | 4          | 10,778         |
| 2.   | Trish Stratus              | 7          | 828            |
| 3.   | Alundra Blayze             | 3          | 539            |
| 4.   | Rockin' Robin              | 1          | 451            |
| 5.   | Wendi Richter              | 2          | 449            |
| 6.   | Sherri Martel              | 1          | 441            |
| 7.   | Mickie James               | 5          | 367            |
| 8.   | Beth Phoenix               | 3          | 367            |
| 9.   | Ivory                      | 3          | 331            |
| 10.  | Molly Holly                | 2          | 301            |
| 11.  | Melina                     | 3          | 279            |
| 12.  | Michelle McCool            | 2          | 278            |
| 13.  | Victoria                   | 2          | 244            |
| 14.  | Chyna                      | 1          | 214            |
| 15.  | Sable                      | 1          | 176            |
| 16.  | Jazz                       | 2          | 162            |
| 17.  | Lita                       | 4          | 160            |
| 18.  | Stephanie McMahon-Helmsley | 1          | 146            |
| 19.  | Bull Nakano                | 1          | 134            |
| 20.  | Layla                      | 1          | 133            |
| 21.  | Jacqueline                 | 2          | 117            |
| 22.  | Candice Michelle           | 1          | 105            |
| 23.  | Bertha Faye                | 1          | 57             |
| 24.  | The Kat                    | 1          | 50             |
| 25.  | Leilani Kai                | 1          | 41             |
| 26.  | Debra                      | 1          | 29             |
| 27.  | Gail Kim                   | 1          | 28             |
| 28.  | Velvet McIntyre            | 1          | 6              |
| 29.  | Hervina                    | 1          | 1              |